# Inini
L'Inini est un cours d'eau d'Amérique du Sud, affluent du fleuve le Maroni et s'écoulant dans le sud de la Guyane.

## Géographie
Long de 214,6 km, l'Inini est formé par la confluence de deux cours d'eau : le grand Inini et le petit Inini. Le grand Inini est formé dans le centre de la Guyane, aux environs du village de Saï, par la confluence de plusieurs cours d'eau, dont la crique Saï, la crique Emerillon et la crique Limonade. Le grand Inini s'écoule ensuite vers l'ouest, au sud des montagnes Bellevue de l'Inini, puis oblique vers le nord à l'est des monts Attachi Bakka. Le petit Inini prend sa source sur le versant nord des montagnes Bellevue de l'Inini. Il s'écoule tout d'abord au nord, puis oblique vers l'ouest, puis le sud-ouest.
Les deux branches se rejoignent au lieu-dit du Grand Carbet, à 102 m d'altitude. L'Inini se dirige ensuite vers l'ouest pendant une vingtaine de kilomètres, avant de rejoindre l'Itany en rive droite par 96 m d'altitude, peu avant le village de Maripasoula. L'Itany devient le Lawa après cette confluence (puis, plus tard, le Maroni).

## Histoire
Une grande partie de ce territoire évoque aujourd'hui une forêt primaire, mais les scientifiques parlent plutôt de forêt-témoin car la Guyane abritait - selon certains chercheurs - près de 6 millions d'amérindiens autochtones quand les colons blancs y sont arrivés. 
La rivière a donné son nom au territoire de l'Inini, une colonie française détachée de la Guyane de 1930 à 1946, dotée d'un statut particulier jusqu'en 1969.
Ce territoire a été un haut-lieu de la recherche d'or au début du XXe siècle.